# Wickiana

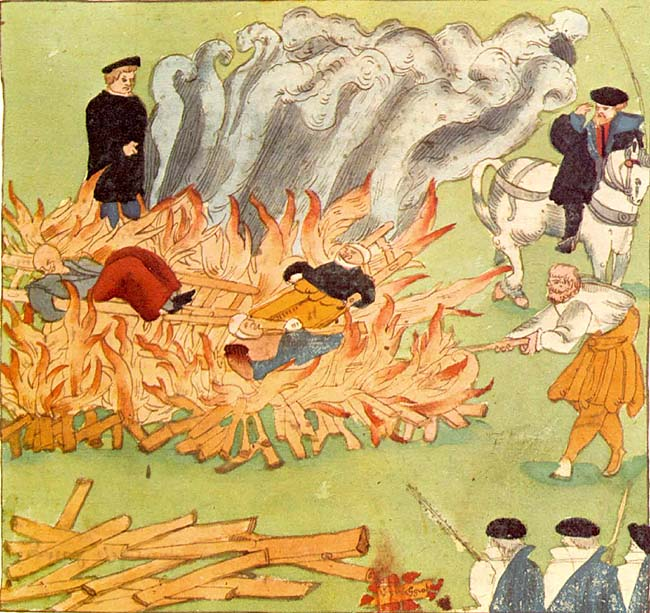
Morte de três bruxas em Baden (1585).

A colecção Wickiana é reconhecida como uma das mais significantes colecções de documentos e notícias relacionadas a eventos do século XVI em uma folha e com ilustrações na forma de panfletos, formato standard, impressões, textos escritos e pinturas. Estes documentos formam um dos mais pertinentes arquivos da época, e são especialmente relevantes para retratar a Reforma Protestante na Suíça. Johann Jakob Wick (1522-1588), que dá nome a colecção, era o clérigo da Predigerkirche e estava associado com o hospital de Zurique desde 1552, tornando-se o segundo arquidiácono em Grossmünster a partir de 1557. Ele coletou e organizou cronologicamente os documentos e notícias correspondidos entre 1559 e 1588, e posteriormente integrou material do período correspondido aproximadamente entre 1505 até 1559 a sua colecção.
A colecção de Wick, que corresponde a 24 folio volumes foi alocada na Grossmünster Stiftsbibliothek após a morte de Wick em 1588 e transferida posteriormente para a Zurique Stadtbibliothek em 1836. Além do vasto número de impressões oriundas de países de língua alemã, a coleção também abriga 52 itens em outros idiomas. Muitos dos fólios são oriundos dos mais importantes centros de impressão e criação de livros da época – Augsburgo, Nuremberga e Estrasburgo.

## Exemplos

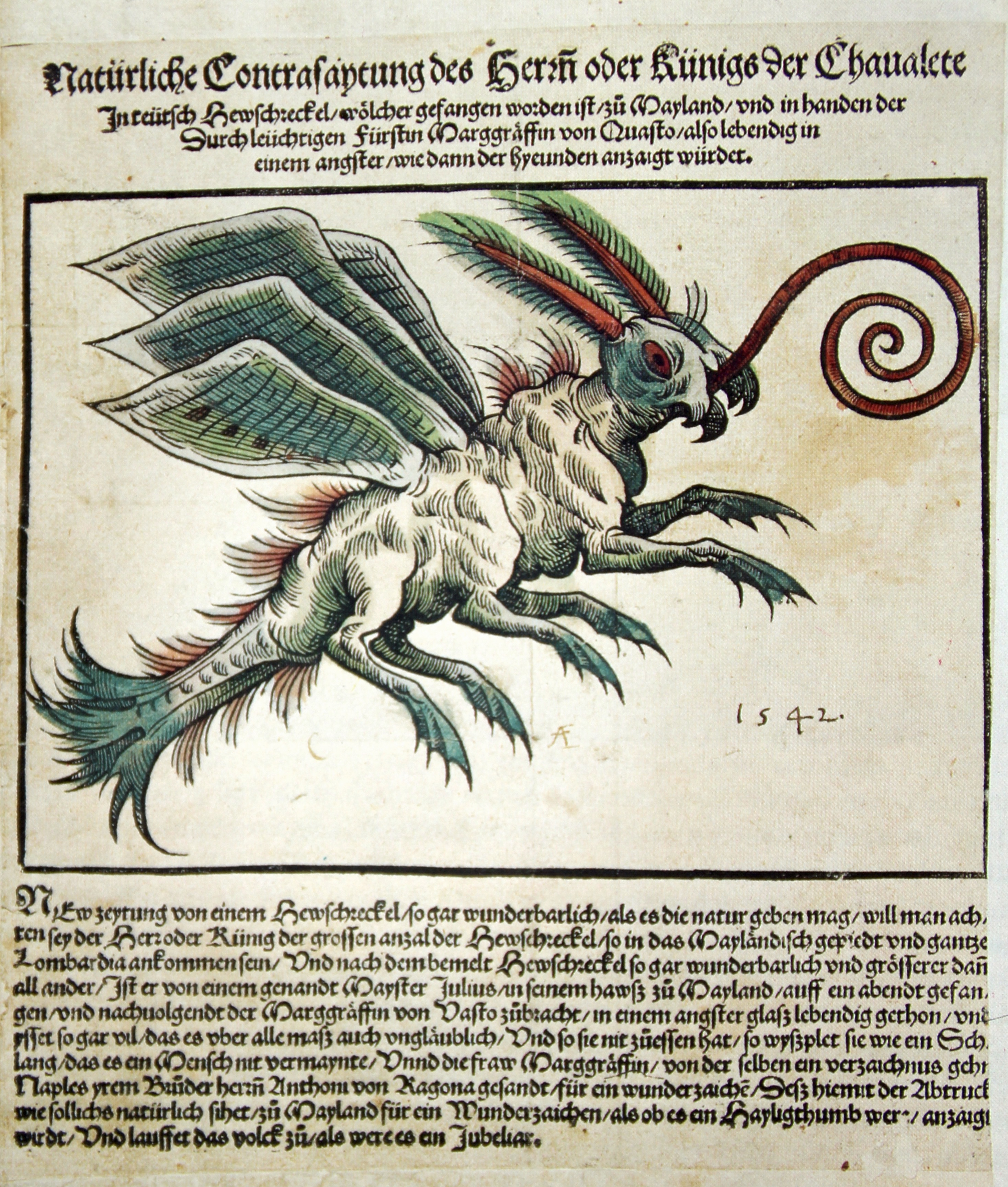
Gafanhoto
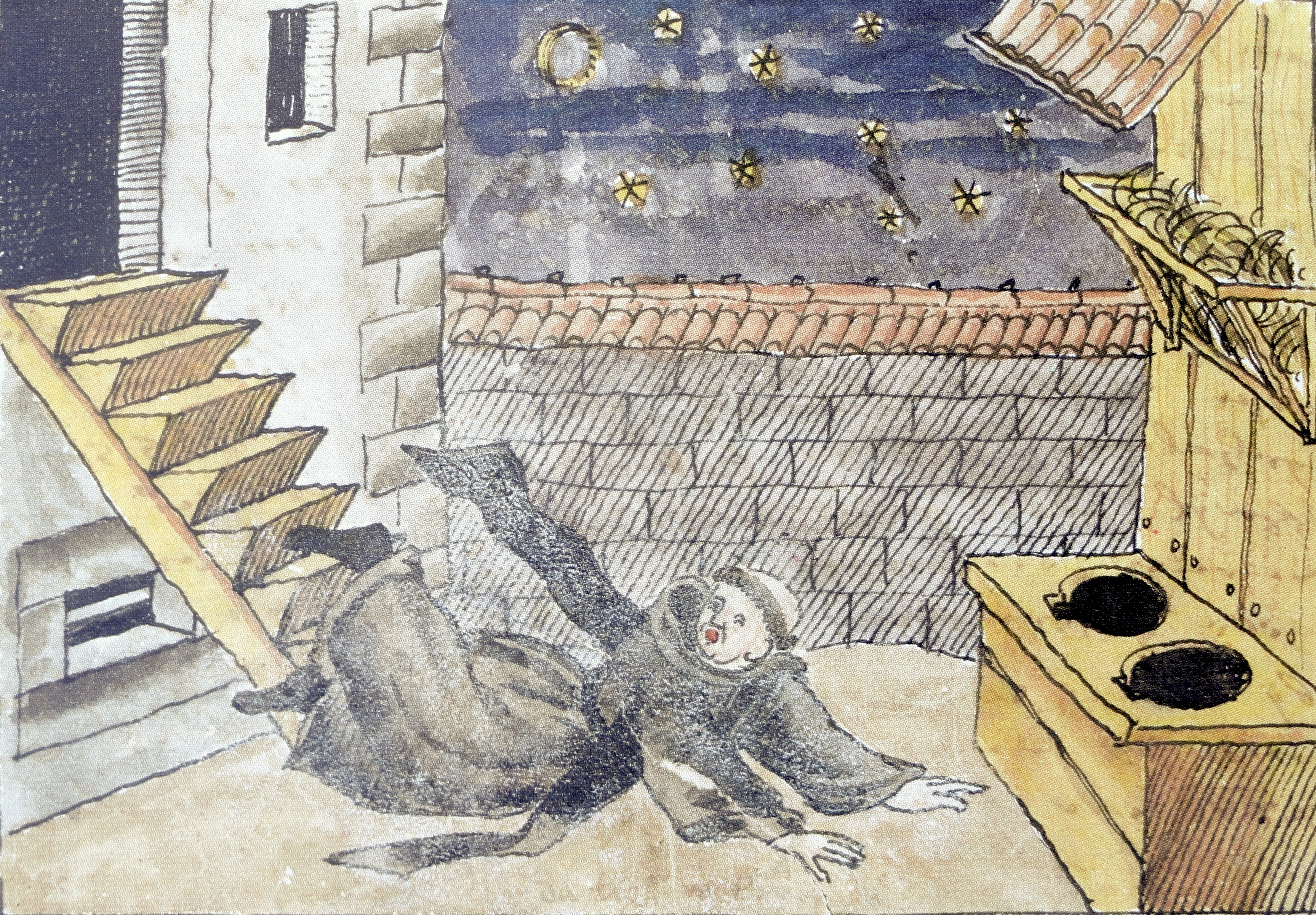
O queda e morte do monge Bastian Hegner em Rapperswil em 12 de Novembro de 1561
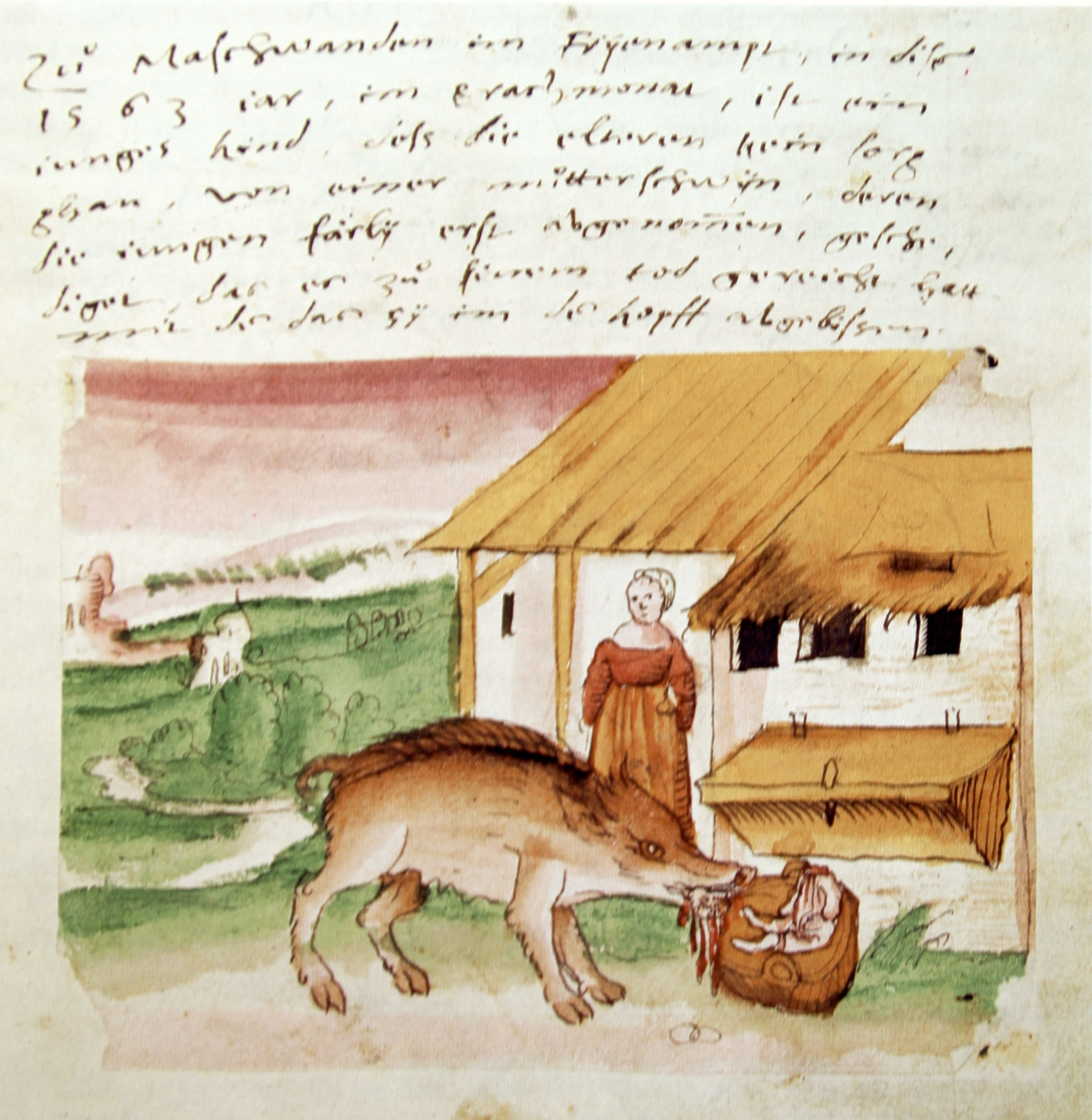
Uma criança de Maschwanden é atacada por um porco e morre.
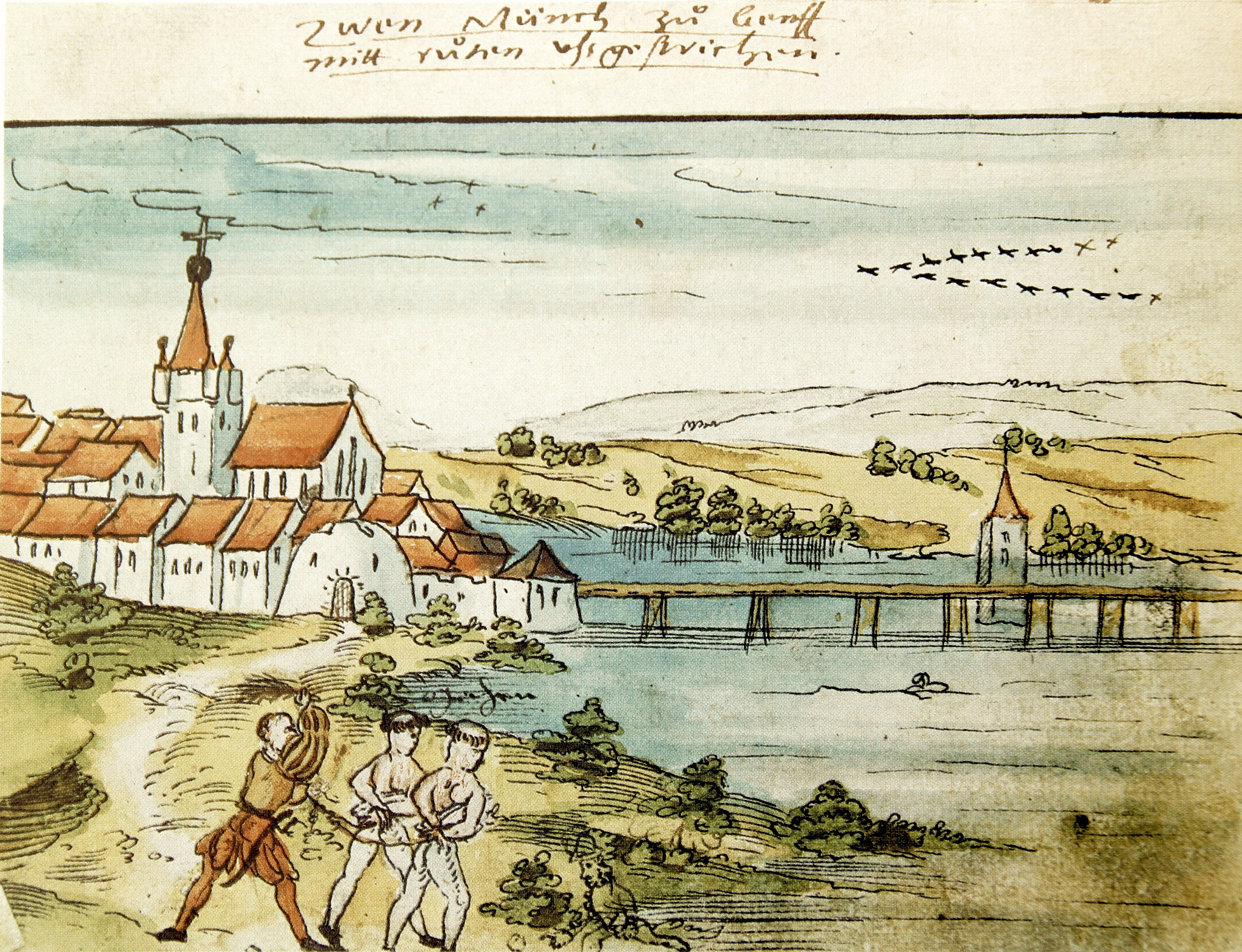
Dois monges são açoitados em Geneva por trapaça.
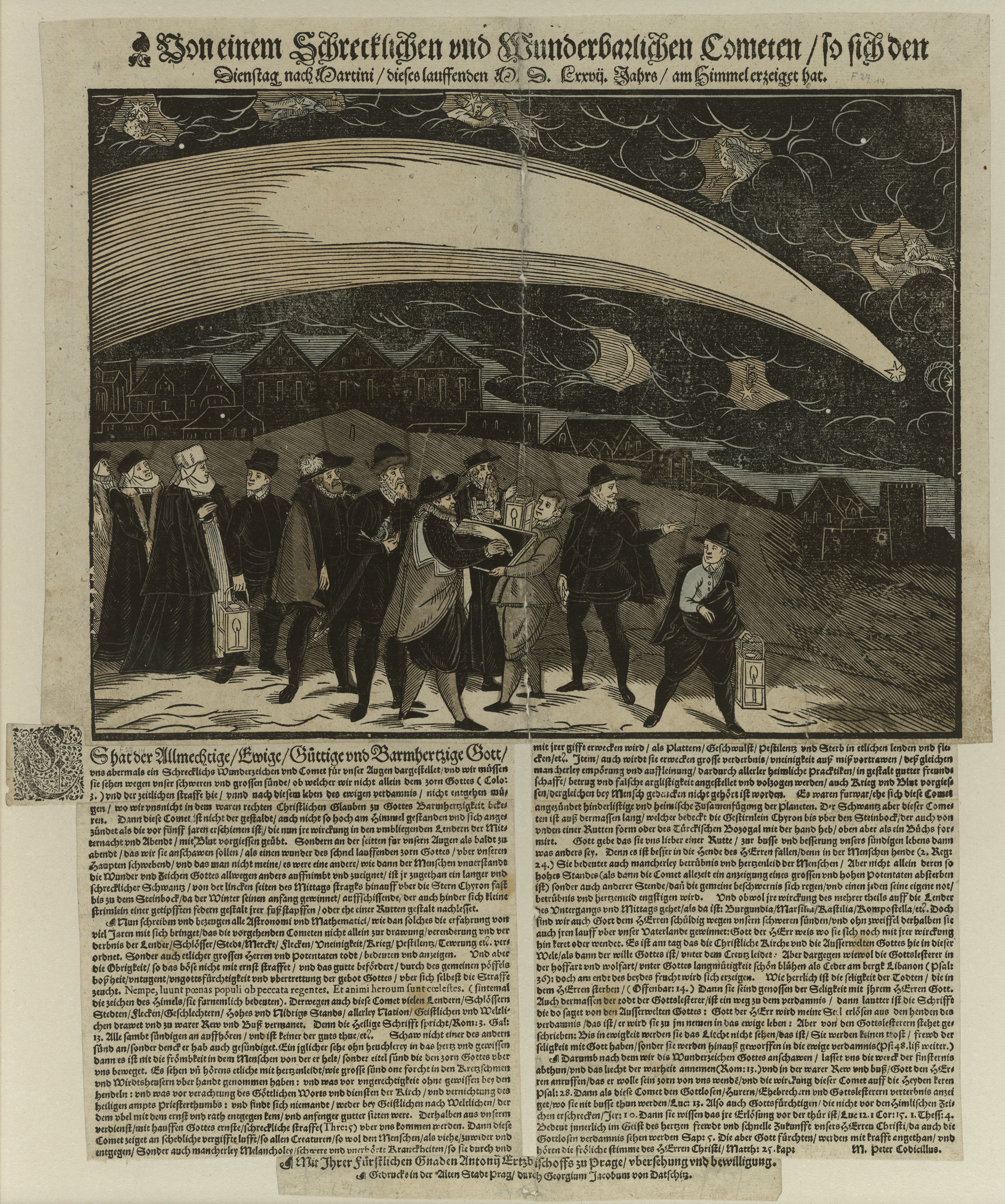
O Grande cometa de 1577, em Praga, 12 de Novembro de 1577